# Ladislav Kotík
Brigádní generál Ladislav Kotík (13. listopadu 1896 Lipník nad Bečvou – 19. srpna 1942 Věznice Plötzensee) byl československý legionář, důstojník a odbojář z období druhé světové války popravený nacisty.

## Život

### Mládí
Ladislav Kotík se narodil 13. listopadu 1896 v Lipníku nad Bečvou v rodině železničního zřízence Jana Kotíka a Cecilie rozené Halouzkové. Mezi lety 1906 a 1910 navštěvoval německou reálku ve svém rodišti, poté absolvoval dvouletý obchodní exportní kurz v Paříži. 

### První světová válka
Ve Francii jej zastihlo i vypuknutí první světové války, vstoupil jako dobrovolník do francouzské armády a působil v cizinecké legii, protože o vznikající československé jednotce nevěděl. Bojoval v severovýchodní Francii a jako člen expedičního sboru u Gallipoli. Následovaly boje na Balkáně, kde utrpěl zranění hlavy, a opět ve Francii. Do Československých legií oficiálně vstoupil v červnu 1918. Válku ukončil v hodnosti podporučíka. 

### Po vzniku ČSR
Po vzniku Československa následně vstoupil do Československé armády, vystudoval Vysokou školu válečnou, kde poté působil i jako pedagog. V letech 1925 a 1926 působil v Bělehradu, následovaly velitelské pozice v Šahách, Praze a Liberci, od roku 1934 do rozpadu Československa v Michalovcích. V období Mnichovské dohody byl jmenován a post náčelníka štábu velitelství "M" pro zvláštní úkoly ve Vizovicích. Po vzniku Slovenského státu se přesunul do Brna, kde byl přidělen k velitelství III. sboru v likvidaci. V září 1939 odešel do výslužby, poté byl přidělen k zemskému úřadu v Brně, kam už ale nenastoupil.

### Protinacistický odboj
Ladislav Kotík vstoupil do protinacistického odboje v dubnu 1939 konkrétně do Obrany národa, kde zastával post náčelníka štábu zemského velitelství Morava. Za svou činnost byl 23. listopadu zatčen gestapem, vězněn byl na Špilberku, Sušilových kolejích, Breslau a od července 1940 v berlínské věznici Alt-Moabit. Ve dnech 26. a 27. listopadu 1941 proběhl v Berlíně soud s moravským zemským vedením Obrany národa a Ladislav Kotík byl spolu s dalšími spolupracovníky odsouzen k trestu smrti. Dne 19. srpna 1942 byl popraven gilotinou v další berlínské věznici Plötzensee.

## Rodina
Ladislav Kotík byl dvakrát ženatý. Podruhé se oženil v roce 1938 s Miladou Hurtovou, sestrou historika Rudolfa Hurta. Manželům se ještě téhož roku narodil syn Ladislav.

## Ocenění

### Vyznamenání
- Československý válečný kříž 1914–1918
- Československá revoluční medaile
- Československá medaile Vítězství
- Řád čestné legie V. třídy
- Řád čestné legie IV. třídy
- Croix de guerre
- Médaille Commemorative française de la Grande Guerre
- Médaille Commemorative française d’Orient
- Médaille Commemorative française d’Orient „Dardanelles“
- Croix de Combattant
- Croix de Combattant volontaire
- Orden Beli orao IV. reda,

### Posmrtná ocenění
- V roce 1945 obdržel Ladislav Kotík in memoriam Československý válečný kříž 1939
- V roce 1946 byl Ladislav Kotík in memoriam povýšen do hodnosti brigádního generála
- V roce 1946 byla po Čestmíru Jelínkovi pojmenována ulice v brněnských Žabovřeskách